# Józef e Wiktoria Ulma
Józef (Markowa, 2 marzo 1900 – Markowa, 24 marzo 1944) e 
Wiktoria Ulma (Markowa, 10 dicembre 1912 – Markowa, 24 marzo 1944) furono una coppia di cattolici polacchi di Markowa, in Polonia, i quali durante l'occupazione tedesca nella seconda guerra mondiale tentarono di salvare le famiglie ebree polacche nascondendole in casa. Scoperti, furono messi a morte insieme ai figli il 24 marzo 1944.
I due coniugi sono riconosciuti Giusti tra le nazioni in Israele e il 10 settembre 2023 sono stati proclamati beati dalla Chiesa cattolica insieme ai loro sette figli.
Nonostante l'assassinio, perpetrato per intimidire gli abitanti del villaggio e dissuaderli dall'assistere gli ebrei, questi ultimi continuarono a nascondere i fuggitivi fino al termine del conflitto. Almeno ventuno ebrei polacchi sopravvissero a Markowa nel corso degli eventi.

## Biografia

### I due coniugi

#### Józef Ulma
All'inizio della seconda guerra mondiale, Józef Ulma, nato il 2 marzo 1900, era un cittadino di spicco nel villaggio di Markowa: oltre ad essere bibliotecario e fotografo, era attivo nella vita sociale e nella locale Associazione giovanile cattolica. Era un frutticoltore istruito e un apicoltore. Dal matrimonio con Wiktoria, una casalinga, nacquero sei figli: Stanisława, Barbara, Władysław, Franciszek, Antoni e Maria, rispettivamente di 8, 7, 6, 4, 3 e 2 anni. La coppia era in attesa di un settimo figlio, il quale è stato partorito nel momento del martirio della madre e fu trovato nato la settimana successiva, quando alcuni uomini dissotterrarono la famiglia Ulma per una sepoltura più degna.

#### Wiktoria Ulma
Wiktoria Ulma, nata Wiktoria Niemczak, (10 dicembre 1912 - 24 marzo 1944) era del villaggio di Markowa vicino a Łańcut. Al momento della sua morte era incinta di nove mesi.
Wiktoria è nata a Markowa come settima figlia di Jan Niemczak e di sua moglie Franciszka. All'età di sei anni, Wiktoria ha perso sua madre. Ha frequentato i corsi presso il liceo popolare di Gać. Nel 1935 sposò Józef Ulma, 12 anni più di lei, dal quale ebbe i sei figli precedentemente citati. Wiktoria era una casalinga istruita, che si prendeva cura della casa e dei figli. Grazie al duro lavoro, alla tenacia e alla determinazione, gli Ulma furono in grado di acquistare una fattoria più grande (5 ettari) a Wojsławice, vicino a Sokal (ora Ucraina), e avevano già iniziato a pianificare un trasferimento quando iniziò la guerra. Al momento della sua morte, Wiktoria stava per dare alla luce il loro settimo figlio.

### Salvataggio dell'Olocausto
Nell'estate e nell'autunno del 1942, la polizia nazista deportò alla morte diverse famiglie ebree di Markowa come parte della soluzione finale tedesca alla questione ebraica. Sopravvissero solo coloro che erano nascosti nelle case dei contadini polacchi. Otto ebrei trovarono rifugio presso gli Ulma: sei membri della famiglia Szall (Szali) di Łańcut, tra cui padre, madre e quattro figli, oltre alle due figlie di Chaim Goldman, Golda (Gienia) e Layka (Lea) Didner. Józef Ulma mise tutti e otto gli ebrei in soffitta. Hanno imparato ad aiutarlo con lavori supplementari mentre era in clandestinità, per alleggerire le spese sostenute.

### Arresto ed esecuzione
Gli Ulma furono denunciati da Włodzimierz Leś, un membro della Polizia Blu, che aveva preso possesso degli immobili della famiglia Szall (Szali) a Łańcut nella primavera del 1944 e voleva sbarazzarsi dei legittimi proprietari. Nelle prime ore del mattino del 24 marzo 1944, una pattuglia della polizia tedesca di Łańcut al comando del tenente Eilert Dieken giunse alla casa di Ulmas che si trovava alla periferia del villaggio. I tedeschi circondarono la casa e catturarono tutti gli otto ebrei appartenenti alle famiglie Szali e Goldman. Secondo il testimone oculare Edward Nawojski e altri, a cui è stato ordinato di assistere alle esecuzioni, i nazisti hanno loro sparato alla nuca. Quindi uccisero Wiktoria e suo marito in modo che gli abitanti del villaggio vedessero quale punizione li attendeva per aver nascosto gli ebrei. I sei bambini, alla vista dei corpi ormai esanimi dei genitori, cominciarono a urlare. Dopo essersi consultato con il suo superiore, il 23enne Jan Kokott, un Volksdeutscher ceco dei Sudeti in servizio con la polizia tedesca, sparò a tre o quattro dei bambini mentre gli altri vennero assassinati dai restanti gendarmi. In pochi minuti morirono 17 persone. È probabile che durante l'esecuzione di massa Wiktoria sia entrata in travaglio, perché il testimone della sua riesumazione ha testimoniato di aver visto una testa di neonato tra le sue gambe.
I nomi degli altri carnefici nazisti sono noti anche per la loro frequente presenza nel villaggio (Eilert Dieken, Michael Dziewulski ed Erich Wilde). Il villaggio Vogt (in polacco Wójt) A Teofil Kielar è stato ordinato di seppellire le vittime con l'aiuto di altri testimoni. Ha chiesto al comandante tedesco, che aveva conosciuto da precedenti ispezioni e acquisti di cibo, perché anche i bambini erano stati uccisi. Dieken ha risposto in tedesco: "In modo che tu non abbia problemi con loro". L'11 gennaio 1945, sfidando il divieto nazista, i parenti degli Ulmas riesumarono i corpi per seppellirli nel cimitero e scoprirono che il settimo figlio di Wiktoria era quasi nato nella tomba dei suoi genitori.

## Commemorazione

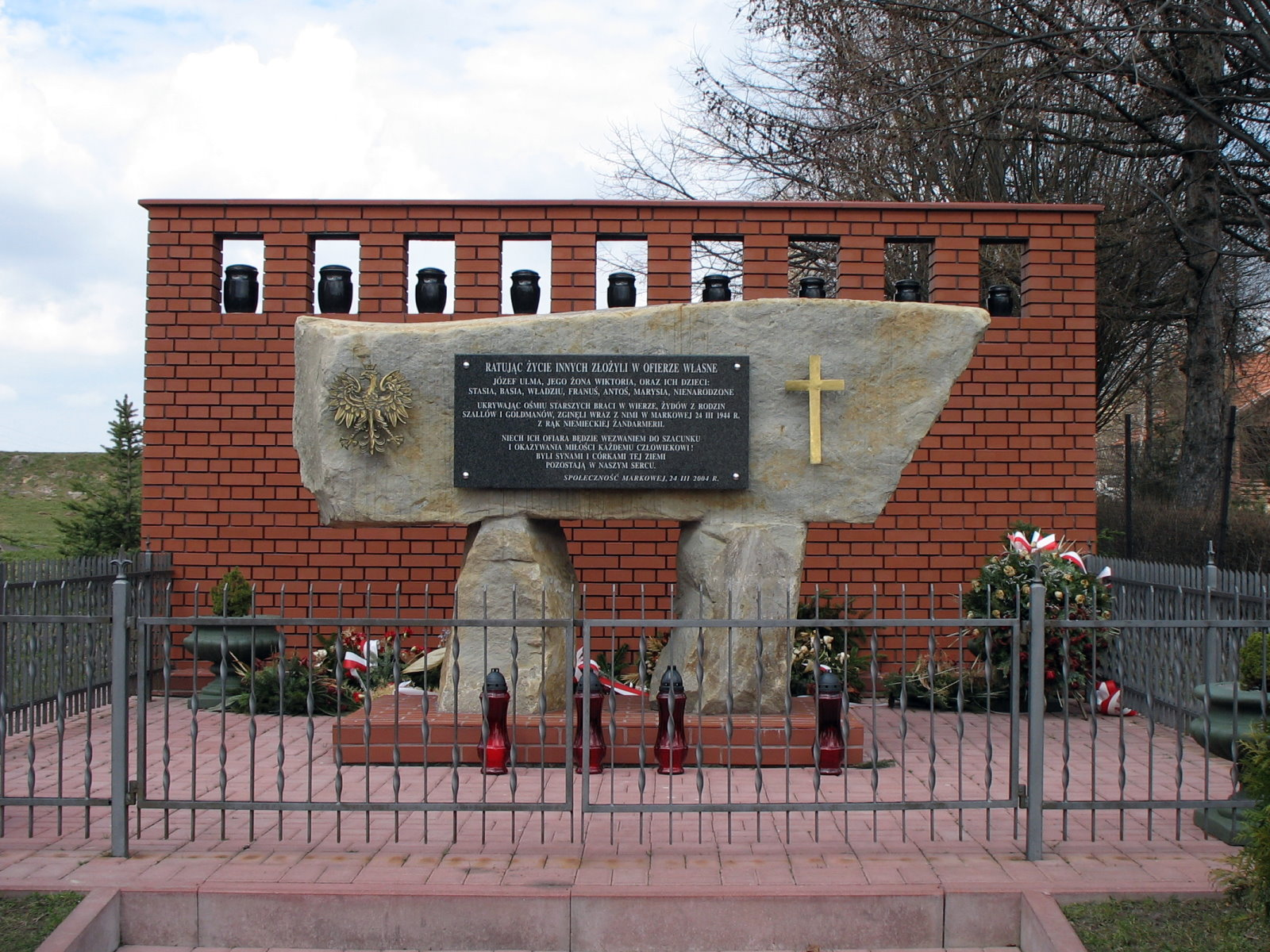
Monumento funerario alla famiglia Ulma

Il 13 settembre 1995, Józef e Wiktoria Ulma sono stati insigniti postumi del titolo di Giusti tra le nazioni da Yad Vashem . Il 24 marzo 2004 a Markowa è stato eretto un monumento in pietra per onorare la memoria della famiglia Ulma. Le loro medaglie d'onore furono consegnate al fratello sopravvissuto di Józef, Władysław Ulma. Il loro certificato informa che hanno cercato di salvare gli ebrei a rischio della loro vita, ma non menziona che sono morti per loro, come notato nel libro Godni synowie naszej Ojczyzny.
Nel 60º anniversario della loro esecuzione, nel villaggio di Markowa è stato eretto un memoriale in pietra per onorare la memoria della famiglia Ulma. L'iscrizione sul monumento recita:
All'inaugurazione del monumento, l'arcivescovo di Przemyśl Józef Michalik – presidente della Conferenza episcopale polacca – ha celebrato una messa solenne.
Il livello diocesano locale della Chiesa cattolica romana in Polonia ha avviato il processo di beatificazione di Ulmas nel 2003. Dell'eroica famiglia polacca ha parlato a Roma il 24 gennaio 2007 il Segretario di Stato vaticano, cardinale Tarcisio Bertone, durante l'inaugurazione dell'edizione italiana del libro I giusti di Martin Gilbert . Gli eroi sconosciuti dell'Olocausto ("I giusti. Eroi sconosciuti dell'Olocausto").
Commemorazioni speciali si sono svolte a Markowa il 24 marzo 2007, 63 anni dopo il massacro delle famiglie Ulma, Szall e Goldman. È stata celebrata la Messa, seguita dalla Via Crucis con l'intento di beatificazione della famiglia Ulma. Tra gli ospiti c'era il Presidente del Consiglio di Cracovia, che ha deposto dei fiori al monumento ai caduti. Gli studenti del liceo locale hanno presentato la loro interpretazione della decisione della famiglia Ulmas di nascondere gli ebrei in una breve rappresentazione intitolata Otto Beatitudini . C'è stata anche una serata di poesia dedicata alla memoria degli assassinati. I vicini più anziani e i parenti che li conoscevano hanno parlato della vita degli Ulma. Uno storico dell'Institute of National Remembrance ha presentato documenti d'archivio; e, il postulatore diocesano cattolico ha spiegato i requisiti del processo di beatificazione. Il 24 maggio 2011 la documentazione completa del loro martirio è stata trasmessa a Roma per il completamento del processo di beatificazione.
Una nuova "Giornata nazionale della famiglia Ulma" polacca è stata suggerita per la prima volta dall'ex primo ministro Jarosław Kaczyński . Successivamente, il crescente sostegno per una commemorazione più formale ha ispirato il Sejmik del Voivodato di Podkarpackie a nominare il 2014 Anno della famiglia Ulma ( Rok Rodziny Ulmów ). Il nuovo Museo della famiglia Ulma dei polacchi che salvano gli ebrei a Markowa doveva essere completato nel 2015.

## Causa di beatificazione e canonizzazione

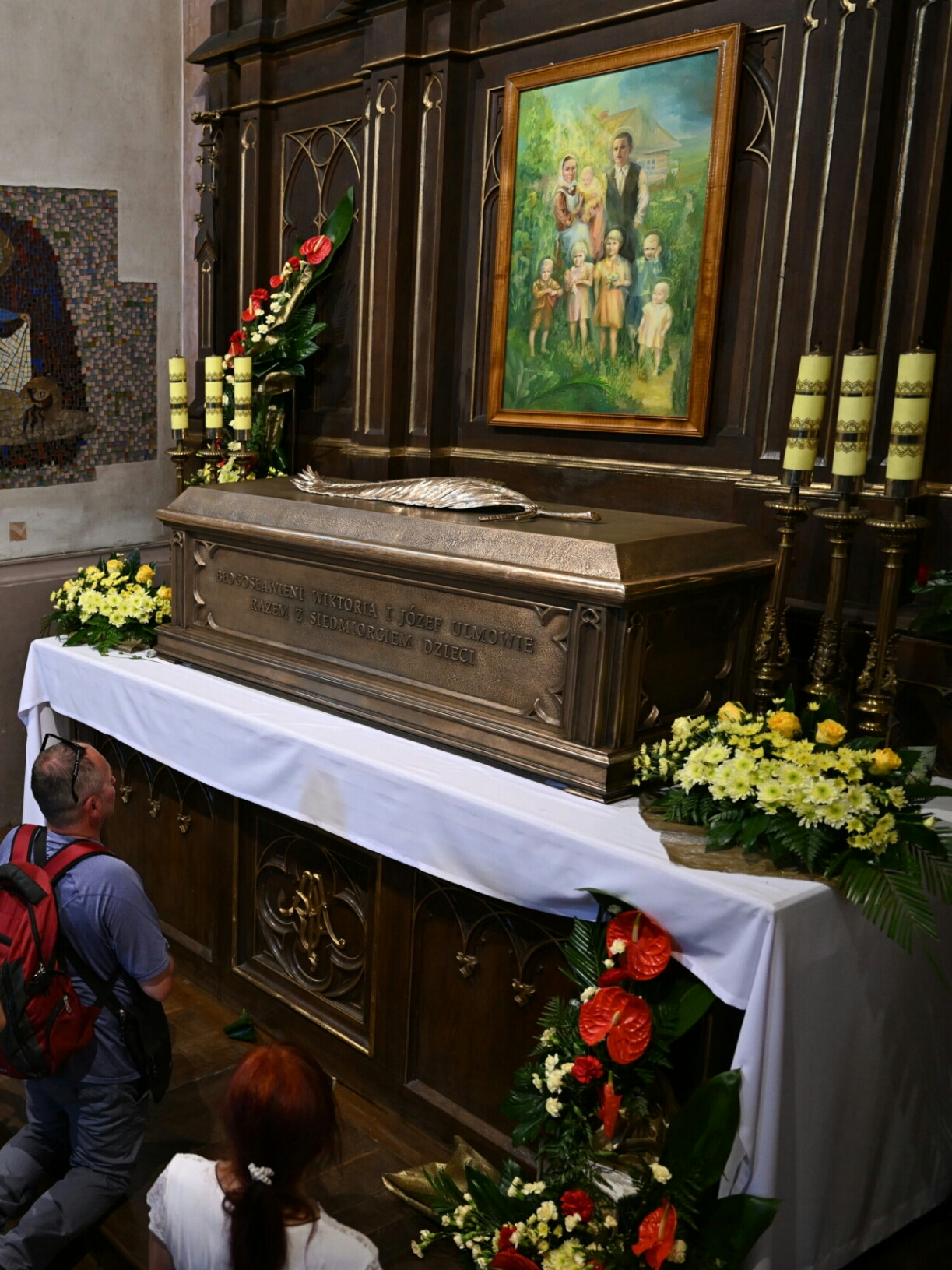
Nuovo altare tombale della Beata Famiglia Ulma presso la Chiesa di Santa Dorotea, Markowa, Polonia, intorno al 2023.

Il 17 settembre 2003 il vescovo della diocesi di Pelplin, Jan Bernard Szlaga, ha avviato il processo di beatificazione di 122 martiri polacchi morti durante la seconda guerra mondiale, tra cui Józef e Wiktoria Ulma con i loro sei figli. Il 20 febbraio 2017 la Congregazione delle Cause dei Santi ha concesso all'Arcidiocesi cattolica romana di Przemyśl di assumere la gestione del processo della famiglia Ulma.
Il destino degli Ulma divenne un simbolo del martirio dei polacchi uccisi dai tedeschi per aver aiutato gli ebrei. Il 17 marzo 2016 è stato aperto a Markowa il Museo della famiglia Ulma dei polacchi che salvano gli ebrei nella seconda guerra mondiale alla presenza del presidente della Polonia, Andrzej Duda.
Il 18 dicembre 2022 Papa Francesco ha dichiarato che l'intera famiglia sarebbe stata beatificata il 10 settembre 2023. La loro Festa Liturgica si celebra il 7 luglio, Anniversario del matrimonio di Jozef e Victoria.